# Getijdenveld

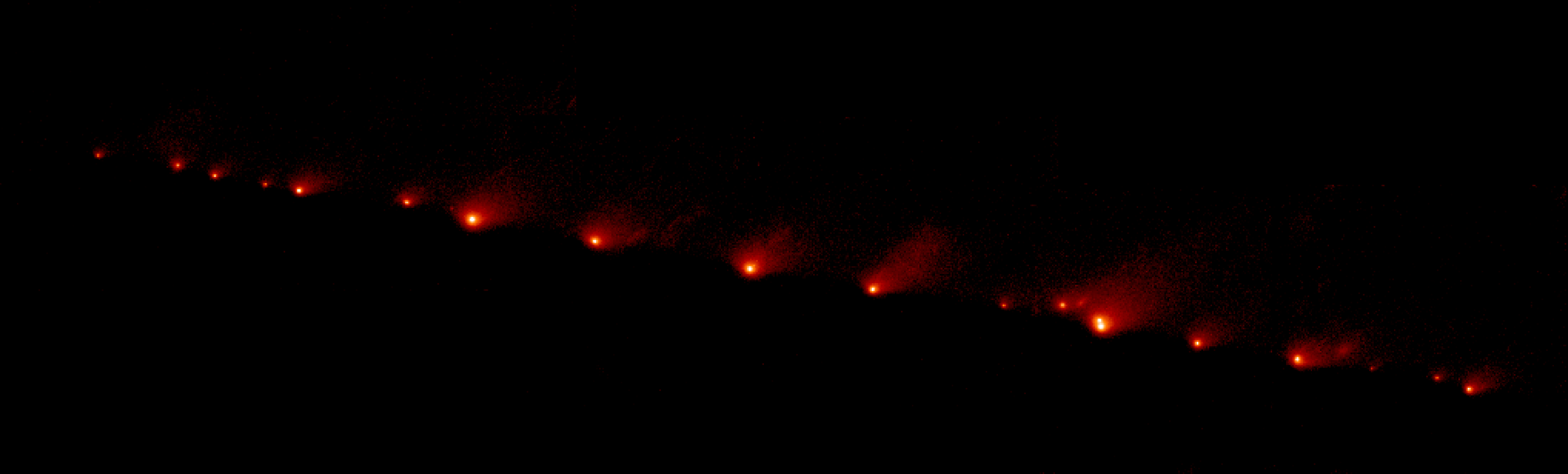
De restanten van de komeet Shoemaker-Levy 9, uit elkaar geslagen door getijdenwerking toen het object in juli 1994 rakelings langs de planeet Jupiter scheerde, gefotografeerd door de Hubble Wide-Field Planetary Camera 2 op 17 mei 1994

Het getijdenveld rond een hemellichaam is de afgeleide van het zwaartekrachtveld die bepaalt welke getijdenkrachten op een hemellichaam inwerken. Een getijdenveld is een tensorveld waarmee een puntmassa een koppel τ laat werken op de dichtheidsverdeling ρ van een astronomisch object. Als het object relatief klein of licht, bolsymmetrisch en niet vervormbaar is, dan is het koppel nul. Het getijdenveld van de Maan is onder andere de oorzaak van de getijden op de Aarde.

## Achtergrond

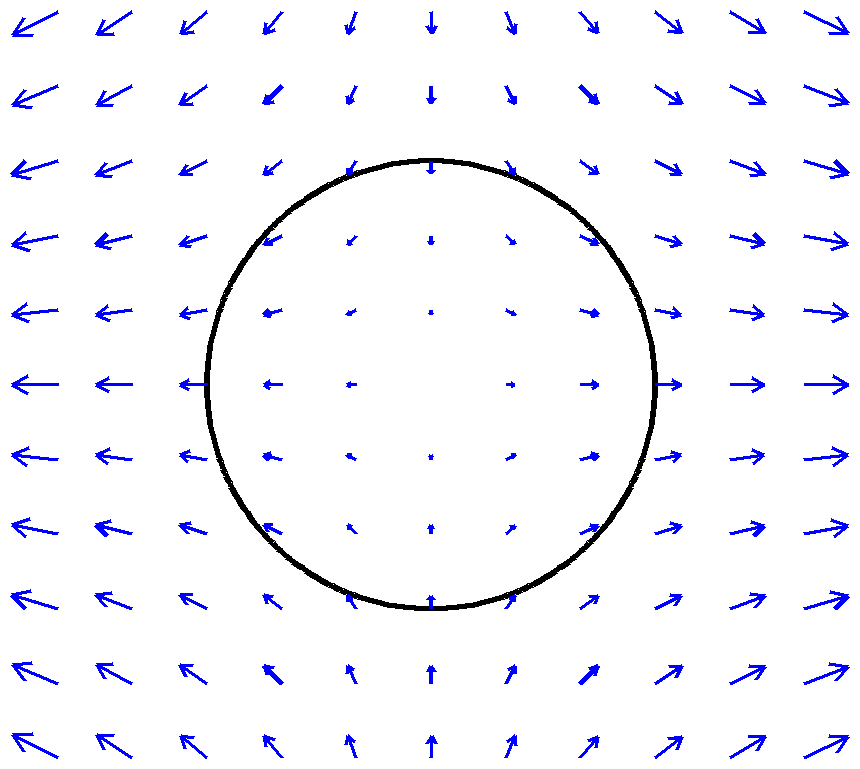
Getijdenveld

Getijde kan gedefinieerd worden als een verschijnsel dat zich voordoet wanneer twee massa's binnen elkaars zwaartekrachtveld komen. Doordat het zwaartekrachtveld niet uniform is maar evenredig afneemt met het kwadraat van de afstand tot het zwaartepunt van een massa, ondervindt een object dat zich binnen het zwaartekrachtsveld van een ander object bevindt meer aantrekking aan de zijde die het dichtst bij het andere object is en minder aan de daarvan afgekeerde zijde.
Het zwaartekrachtveld van een begrensde massa is nooit uniform. Voor een object dat groter is dan een punt zal het zwaartekrachtveld op verschillende punten van het object net iets anders zijn: het verschil van de lokale kracht en de kracht die de baan bepaalt (typisch de zwaartekracht in het centrum van  een ster of planeet) uit zich als de getijdenkracht. Wiskundig betekent dat dat het getijdenveld de afgeleide, naar de plaatscoördinaten, is van het zwaartekrachtveld. Intuïtief is het duidelijk dat de getijdenkracht klein is als het zwaartekracht bijna constant is in de ruimte en sterker is naarmate het veld meer varieert. 
In het geval van de Aarde zijn het voornamelijk de Zon en de Maan die invloed uitoefenen. Omdat de Aarde roteert, varieert de kracht en richting van de getijdenkracht gedurende een etmaal: dit veroorzaakt de getijgolf met de samenhangende getijden.
Getijdenkrachten spelen verder onder meer een rol bij de inwendige verhitting van Io en andere manen in het zonnestelsel, Sterrenhopen kunnen uiteenvallen onder de invloed van het getijdenveld van hun melkwegstelsel. Onderlinge getijdenwerking tussen sterrenstelsels kan ervoor zorgen dat interstellair gas samengedrukt wordt en meer sterren vormt.
Getijdenwerking doet zich voor bij dubbelsterren, bij planeten die rond een ster draaien, en tussen planeten en hun manen onderling. Door getijdenwerking kan een planeet een nabije maan verpulveren als die tot zo dichtbij nadert dat hij binnen de Rochelimiet komt. Dit kan leiden tot de vorming van planetaire ringen, zoals bij Saturnus. Een ander effect van getijdenkrachten is de synchronisatie van een maan met zijn planeet: zij keren elkaar op den duur op de synchronisatiehoogte alleen nog dezelfde kant toe. Kraterketens worden toegeschreven aan inslaande hemellichamen die voor de inslag door de getijdenwerking uit elkaar zijn gerukt. De komeet Shoemaker-Levy 9 is daar een voorbeeld van.
Het effect kan bij een val in een zwart gat zo sterk worden dat spaghettificatie optreedt.

## Wiskundige beschrijving
De getijdentensor {\displaystyle T_{ij}} is de afgeleide van het zwaartekrachtveld {\displaystyle F=-\nabla \Phi }:
{\displaystyle T_{ij}={\frac {\partial F_{i}}{\partial x_{j}}}=-{\frac {\partial ^{2}\Phi }{\partial x_{j}\partial x_{i}}}}
{\displaystyle \Phi } is hier de zwaartekrachtspotentiaal, die gevonden wordt uit de massa dichtheid {\displaystyle \rho } door de poissonvergelijking, {\displaystyle \Delta \Phi =-4\pi G\rho } op 
te lossen.
Voor het zwaartekrachtveld van een sferisch symmetrische massa {\displaystyle M} in de oorsprong geldt buiten deze massa voor de potentiaal {\displaystyle \Phi (x,y,z)=GM/{\sqrt {x^{2}+y^{2}+z^{2}}}} en voor de getijdentensor:
{\displaystyle T={\frac {GM}{(x^{2}+y^{2}+z^{2})^{5/2}}}\,\left[{\begin{matrix}2x^{2}-y^{2}-z^{2}&3xy&3xz\\3xy&2y^{2}-x^{2}-z^{2}&3yz\\3xz&3yz&2z^{2}-x^{2}-y^{2}\end{matrix}}\right]}
Merk op dat het spoor van matrix {\displaystyle T} nul is, zoals ook volgt uit de poissonvergelijking met {\displaystyle \rho =0}.
Dit betekent bijvoorbeeld dat op positie {\displaystyle (x,y,z)=(0,0,r)} de getijdentensor gelijk is aan
{\displaystyle T={\frac {GM}{r^{3}}}\,\left[{\begin{matrix}-1&&\\&-1&\\&&2\end{matrix}}\right]}
Dit betekent dus een trekkracht in de richting van de zwaartekracht en een half zo grote drukkracht in de loodrechte richtingen. Per saldo worden voorwerpen buiten een massa dus niet door die massa uitgerekt of samengeperst, maar alleen vervormd.
Gevolg is dat de getijdenversnelling op het oppervlak van een planeet waar de ster in het zenit of in het nadir staat is van de planeet
af gericht (expansief) met sterkte {\displaystyle {\frac {GM}{R^{3}}}\times r_{\rm {planeet}}}. In het vlak waar de ster juist aan de horizon staat is de getijdenkracht juist naar binnen gericht (compressief), met de halve sterkte ten opzichte van de expansieve kracht. Vanwege de sferische symmetrie geldt dit ook voor een planeet op  een andere positie.

## Zon, Maan en Aarde
Voor het Zon-Maan-Aarde-systeem kunnen voor de onderlinge afstanden de volgende benaderingen gebruikt worden:
{\displaystyle R_{\rm {Aarde-Zon}}\approx R_{\rm {Zon-Maan}}}
en:
{\displaystyle {\frac {R_{\rm {aarde-zon}}}{R_{\rm {aarde-maan}}}}\approx {\frac {R_{\rm {Zon-Maan}}}{R_{\rm {aarde-maan}}}}\approx 390}.
Door het grote verschil in de onderlinge afstanden en de grote massa van de Zon kan ervan worden uitgegaan dat gravitatie- en getijdenvelden van de Zon op de Aarde en de Maan ongeveer gelijk zijn.

### Getijdenvelden op Aarde
Toepassing van de formule voor de invloed van de getijdenvelden op Aarde laat zien dat het getijdenveld van de Maan ruim 2x zo groot is als het getijdenveld van de Zon, immers:
{\displaystyle \left({\frac {M_{\rm {Maan}}}{M_{\rm {Zon}}}}\right)\times \left({\frac {R_{\rm {Aarde-Zon}}}{R_{\rm {Aarde-Maan}}}}\right)^{3}\approx 3,7\times 10^{-8}\times 390^{3}=2,2}.
Dit verschil verklaart waarom eb en vloed hoofdzakelijk door de stand van de Maan bepaald worden en dat springtij afhankelijk is van de stand van de Zon ten opzichte van de Maanstand.

### Getijdenvelden op de Maan
Vergelijking van de invloed van de getijdenvelden van Aarde en Zon op de Maan laat zien dat het getijdenveld van de Aarde ongeveer 178x zo groot is als het getijdenveld van de Zon, immers:
{\displaystyle \left({\frac {M_{\rm {aarde}}}{M_{\rm {Zon}}}}\right)\times \left({\frac {R_{\rm {Aarde-Zon}}}{R_{\rm {Aarde-Maan}}}}\right)^{3}\approx 3,0\times 10^{-6}\times 390^{3}=178}.
Dit grote verschil geeft de verklaring voor de synchrone rotatie van de Maan en waarom de Maan zich in het verleden van de Aarde heeft verwijderd en zich met één kant naar de Aarde heeft toegekeerd.

### Getijdenvelden vs gravitatievelden
Vergelijking van de invloed van de gravitatievelden op Aarde laat zien dat de sterkte van het gravitatieveld van de Maan minder dan 1% is van de sterkte van het gravitatieveld van de Zon, immers:
{\displaystyle \left({\frac {M_{\rm {Maan}}}{M_{\rm {Zon}}}}\right)\times \left({\frac {R_{\rm {Aarde-Zon}}}{R_{\rm {Aarde-Maan}}}}\right)^{2}\approx 3,7\times 10^{-8}\times 390^{2}=5,6\times 10^{-3}}.
De onderlinge vergelijking van de invloed van de gravitatievelden op de Maan laat zien dat de sterkte van het gravitatieveld van de Aarde minder dan de helft is van de sterkte van het gravitatieveld van de Zon, immers:
{\displaystyle \left({\frac {M_{\rm {aarde}}}{M_{\rm {Zon}}}}\right)\times \left({\frac {R_{\rm {Aarde-Zon}}}{R_{\rm {Aarde-Maan}}}}\right)^{2}\approx 3,0\times 10^{-6}\times 390^{2}=0,46}.

## De Komeet Tempel-Tuttle

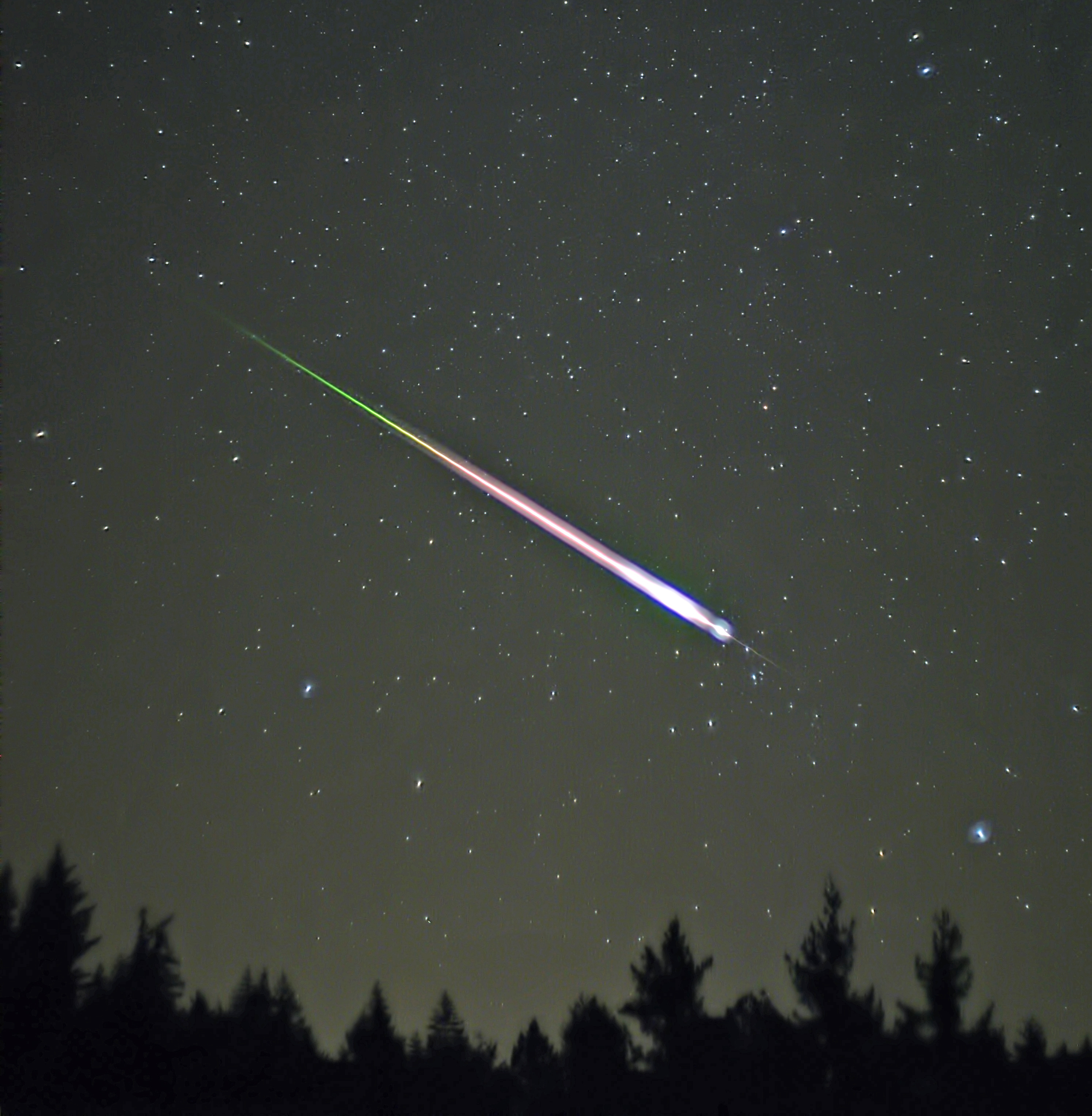
De inslag van een deeltje uit de meteorenzwerm 55P/Tempel-Tuttle.

Kometen bewegen vaak in een elliptische baan rond de Zon. Als een komeet op een zwaar object botst of door het getijdenveld rond een zwaar object scheert en uit elkaar valt, dan kan er een meteorenzwerm ontstaan.
De leoniden vormen de meteorenzwerm 55P/Tempel-Tuttle, die afkomstig is van de Halley-type komeet Tempel-Tuttle. De zwerm is genoemd naar de ontdekkers van de 55P komeet, de astronomen Wilhelm Tempel en Horace Parnell Tuttle. Het jaarlijkse aantal zichtbare vallende sterren tijdens de passage van de leoniden vertoont periodiek een maximum met periodiciteit van ongeveer 33 jaar. De baan van de deeltjes kruist elk jaar in november gedurende een aantal dagen de baan van de Aarde. De deeltjes passeren de Aardbaan met een snelheid van rond de 72 km/s. Tijdens een passage van de Aardbaan verliest de meteorenzwerm van Tempel-Tuttle naar schatting ruim 12 ton aan materie.
De vallende sterren, d.w.z. de kleine brokjes van de komeet, lijken uit de richting van het sterrenbeeld Leeuw te komen. Elke keer als de Aarde, Mars of Jupiter de baan van Temple-Tuttle kruist wordt de meteorenzwerm door het getijdenveld van de planeet over een groter gebied uitgesmeerd, d.w.z. ze wordt iets lichter en iets diffuser. Mogelijk is Tempel-Tuttle lang geleden dicht langs de Aarde, Mars of een ander zwaar astronomisch object gevlogen waardoor de komeet voor de eerste keer door het getijdenveld van een van deze zware objecten tot een meteorenzwerm verpulverd is.

## In populaire literatuur
In het korte verhaal "Neutron Tide" beschrijft de schrijver Arthur C. Clarke het lot van een ruimteschip dat langs een neutronenster geslingerd wordt en daarbij aan stukken gescheurd wordt.